# Список персонажей серии романов «Вампирские хроники»

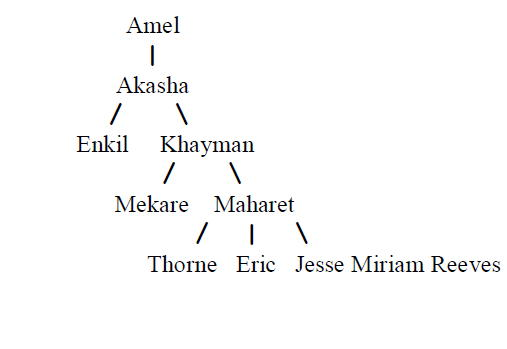

Ниже представлен список персонажей серии романов Энн Райс «Вампирские хроники». Список включает имена основных действующих лиц серии.

## Вампиры

### Древнейшие вампиры

#### Авикус
Авикус (англ. Avicus)- стал вампиром в 4-6 веке до н.э. Являлся друидом и одним из богов культа Бога Рощи в Англии. Создатель Маэла. В роли бога друидов просидел в заточении под корнями большого дуба несколько веков. Когда Маэл должен был стать новым богом, они решили бежать. Маэл приказал привести "кровавую" жертву для Авикуса, после чего тот превратил Маэла в вампира и они сбежали.

#### Маарет и Мекаре
Основная статья, см. Маарет и Мекаре

#### Мариус де Романус
Основная статья, см. Мариус де Романус

#### Маэл

Маэл в исполнении актёра Кристиана Мэнона в кинофильме «Королева проклятых» 2002 г.

Маэл (англ. Mael) - в человеческой жизни был жрецом друидов, служивщим в культе Бога Рощи. Участвовал в жертвоприношении богу Рощи Мариуса. Сам был обращен в 1 веке н.э. Авикусом, во время своего жертвоприношения культу. Имеет неприязненное отношение к Мариусу.

#### Пандора

Пандора в исполнении актрисы Клаудии Блэк в кинофильме «Королева проклятых»

Пандора (англ. Pandora) — двухтысячелетняя вампирша-аристократка, родом из Древнего Рима. Родилась в 15 году до н. э. в эпоху правления Августа Цезаря под именем Лидия. Потеряла мать в двухлетнем возрасте, отец — богатый привилегированный сенатор, пять старших братьев (старший Антоний, младший Люций). Будучи высокородной девушкой Лидия получила прекрасное образование.
У вампирши длинные, волнистые коричневые волосы, белое лицо, что кажется, будто это искусственно созданная маска и неестественный блеск глаз.

#### Те, кто должны быть сохранены
Основная статья, см. Те, кто должны быть сохранены

#### Хайман
Хайман (англ. Khayman) — вампир, раньше был главным придворным во дворце короля Энкила и королевы Акаши в Кемете в 4-м тысячелетии до н. э. Будучи египтянином, он был высоким и сильным как смертный, с очень смуглой кожей, большими тёмными глазами и чёрными волосами (после его превращения в вампира, его кожа побелела и стала более гладкой).

Хайман в исполнении актёра Брюса Спенса в кинофильме «Королева проклятых» 2002 г.

Как главному придворному короля и королевы, Хайману пришлось изнасиловать ведьм-близняшек Маарет и Мекаре после того как они навлекли на себя гнев Акаши. Будучи от природы мягким и добрым, Хайман был в ужасе от этого приказа, но не посмел ослушаться слова повелительницы. Во время этого изнасилования, он ненароком зачал ребёнка с Маарет, которую она нарекла Мириам и которая, впоследствии, стала родоначальницей «Великой семьи» Маарет, распространившейся по всему земному шару.
Когда Акаша и Энкил стали вампирами, они потребовали чтобы Хайман вернул Маарет и Мекаре обратно в Кемет чтобы узнать как они могут подавить их ненасытную жажду крови. Маарет ответила что злой дух Амель, вселившийся в тело королевы, слишком крупный чтобы полностью содержаться в одном человеческом теле. Лишь ещё больше разделив этот дух, путём создания новых вампиров, можно сделать жажду крови более терпимой. Чтобы проверить эту гипотезу, Акаша нарушает доверие Хаймана и насильно превращает его в вампира.
В ярости от своей судьбы, Хайман тайно делает вампирш из сестёр-близняшек, надеясь однажды восстать против Акаши и победить её. Далее Хайман и сёстры создают новых вампиров для борьбы с Акашей и Энкилом (которые начали выдавать себя за божеств Исиду и Осириса). «Измена» Хаймана вызывает вампирские войны которые, в конце концов, заточают Акашу и Энкила в трансоподобном состоянии на протяжении 4-х тысячелетий.
Хайман дожил до XII века. Его кожа стала твёрдой, гладкой и белой как мрамор, и более не восприимчивой к разрушительному эффекту солнечных лучей. Хотя он действительно могуч, Хайману не по душе жестокость. Он больше предпочитает быть в одиночестве. Он более не испытывает жажду крови, но всё же наслаждается «освежением» тела и рассудка которое кровь предоставляет. Он даже имеет возможность убивать людей и животных посредством телепатии, но отказывается пить кровь у дружелюбных смертных, предпочитая лишь анонимные жертвы. Будучи 6000 лет от роду, Хайман способен убить любого более слабого вампира воспламенив его или её кровь.
Хайман вообще-то является добрым, оптимистичным и дружелюбным вампиром, приглашая смертных в свои комнаты, развлекая их поэзией, музыкой и разговорами. Он проживает под различными личинами в различных местах, и когда он перестаёт веселиться или чувствует боль, он «отступает» на задний план и забывает о себе. Попытки вспомнить своё происхождение являются болезненными для Хаймана, поэтому он предпочитает этого не делать, в конце концов, забывая обо всём.
Когда Акаша пробуждается от своего транса в 1980-х, она убивает Энкила и начинает преследовать и убивать своих потомков-вампиров по всему миру. Хайман ненароком встречается с ней в Афинах и, в то мгновение, внезапно вспоминает как он стал вампиром и какие преступления совершил во имя Акаши. Осознавая что он неуязвим для силы Акаши, Хайман преследует её до Сан-Франциско и посещает рок-концерт Лестата.
Так как Таламаска давным-давно следит за ним под личиной «Дьявола Бенджамина», он мгновенно узнаёт Дэвида Тальбота и Эрона Лайтнера на концерте. Он объясняет им кто он такой и предупреждает что им безопаснее уйти из-за грядущей беды.
Он также замечает вампиров Маэла и Армана (к которому он начинает испытывать влечение, хотя Арман не отвечает взаимностью). Хайман советует Маэлу скрыть свои мысли от Акаши, так как Акаша способна найти и убить своё потомство посредством телепатии.
Пока Акаша занимается геноцидом вампиров по всему земному шару, Хайман, вместе с Луи и Габриэль, направляется в дом Маарет в Сономе, как один из 13 оставшихся в живых вампиров собирающихся противостоять Акаше в книге «Царица проклятых». Там, он многократно утверждает что верит в пророчество Мекаре о гибели Акаши, ожидая пришествия Мекаре, пока он строит заговоры против своей бывшей королевы.
После гибели Акаши от руки Мекаре, Хайман становится старейшим вампиром в мире, и его некоторые даже неофициально считают королём, так как Мекаре, нынешняя королева, была создана им.
Хайман упоминается в романе «Кровавый гимн», когда он уводит «новорожденных» вампиров Квинна Блэквуда и Мону Мэйфейр в убежище Маарет и Мекаре. В экранизации «Королева проклятых», Хайман появляется лишь в одном кадре в исполнении Брюса Спенса, где он является лишь одним из многих вампиров в клубе «Объятия адмирала».

#### Эвдоксия
Эвдоксия (англ. Eudoxia) - гречанка. Родилась в 4 веке до н.э. Была обращена в возрасте 14-15 лет. Долгое время жила в Константинополе. Погибла от руки Акаши в 10-11 веке н.э.

#### Эрик
Эрик (англ. Eric)  - создание Маарет, возраст 3000.
Петрония - создание Ариона. На момент обращения жила в Помпеях, примерный возраст 2000 лет. Гермафродит. Имеет жестокий нрав и вспыльчивый характер. Создала Мандфеда Блэквуда (с его согласия) и Тарквиния Блеквуда (против его воли).
Арион - примерный возраст 3000 лет, создатель Петронии и ее спутник на протяжении 2000-х лет. Сдержан, добр, спокоен, справедлив.

### Вампиры Средневековья

#### Аржун
Аржун (англ. Arjun) — вампир с неиссякаемой жаждой жизни, компаньон и ласковый возлюбленный Пандоры. Чересчур сильный, чересчур своевольный и сам себе хозяин. Понемногу упоминается во всём цикле, но впервые подробно описывается в романе «Кровь и золото». Аржун родом из Индии, по описанию лицо его «несравненной красоты с большими влажными чёрными глазами, с безупречной коричневато-кремовой кожей… и гладким, соблазнительным ртом.» Роскошно одевается: его одежды усыпаны громадными бриллиантами, а кольца, пряжки и пуговицы стоят целое состояние. По мнению Мариуса, Аржун выглядит как дворянин — кружевной платок, высокие каблуки.
«Занял» место Мариуса, поэтому последний не благоволит к нему. На протяжении всего цикла Мариус упоминает Аржуна как жестокого, злобного дикаря и тирана, подавившего волю Пандоры. Лишь в восьмом романе вампирша открывает правду — это она создала Аржуна, научила его европейским обычаям и он вовсе не деспот, а её защитник и утешитель: «Он мой сын, мой муж и мой страж». Пандора разрешила Аржуну распоряжаться её жизнью, чтобы в минуты слабости и отчаяния он контролировал её. В разговоре с Мариусом Пандора отказывается покинуть Аржуна, потому как считает, что у неё не хватит мужества оставить его и с ним всё предельно просто и ясно, в отличие от Мариуса. В итоге, вопреки своим фантазиям, Мариусу приходится признать что он вовсе не коварный властелин, а «сын» любимой Пандоры, молодой вампир не старше пятисот лет, полный любви к ней. В конце, он и Пандора покидают Дрезден.

#### Магнус
Магнус (англ. Magnus) — вампир, создатель Лестата, при жизни был алхимиком, обращение совершил пленив вампира. Завершил свой земной путь самоубийством в огне.

#### Сантино
Сантино (англ. Santino) — вампир, предводитель «Детей Тьмы», напавший на дворец Мариуса Римского и взявший Амадео в плен. Был отвергнут Пандорой. Погиб от руки Торна.

#### Торн
Торн (англ. Thorne) - викинг. Обращен Маарет.

### Вампиры Ренессанса

#### Арман
Основная статья, см. Арман (Вампирские хроники)

#### Бьянка Сольдерини
Бьянка Сольдерини (англ. Bianca Solderini). Появляется в романах «Вампир Арман» и «Кровь и золото».
Бьянка родилась во Флоренции, Италия в конце 1470-х гг. Она стройна, гибка, с волнистыми локонами в стиле Боттичелли, в которые часто вплетает жемчуг, и миндалевидными серыми глазами, обладает благородством, умом и добрым сердцем.
Она беззаботно живёт смертной жизнью со своими братьями, пока те не умирают, и девушка становится финансово зависимой от своих дурных родственников-банкиров. Они щедро обеспечивают её, пока по их принуждению Бьянка убивает неугодных им лиц. Девушка устраивает званые приёмы в своём доме в качестве радушной хозяйки, где собираются молодые женщины и мужчины, часами читающие стихи и увлечённо обсуждающие иностранные войны, поднося гостям отравленные бокалы с вином.
Когда Мариус впервые знакомится с Бьянкой, она слывёт известной венецианской куртизанкой. Мариус тотчас влюбляется в неё и становится одержим девушкой, думая подарить ей тёмную сущность. Спустя несколько лет после их встречи Бьянка знакомится с Амадео, который также влюбляется в юную прелестницу. Эти трое формируют любовный треугольник под носом «Детей Тьмы», во главе которых стоит Сантино. Группа вампиров недовольна «светской и безбожной жизнью», которую якобы ведут вампиры, ведь по их усмотрению они безбожные кровопийцы, «созданные быть бичом рода человеческого». Шайка вампиров разрушает палаццо Мастера, сжигает самого Мариуса и похищает Амадео.
Сильно ослабевший Мариус, однако, выживает, но не без помощи верной Бьянки. Он мысленно призывает девушку, делает её вампиром и в таком обличии она приводит ему жертв.
Мариус и Бьянка заботятся о Прародителях (Акаша даже дозволяет Бьянке испробовать своей древнейшей крови) и не расстаются в течение двухсот лет, пока вампирша не покидает возлюбленного. Причиной тому служит безмерная любовь Мариуса к Пандоре. Бьянка уезжает в неизвестном направлении и Мариус даже не уверен что возлюбленная до сих пор жива. Последний раз Бьянку видит Арман, происходит это в Париже в начале XIX века.

### Вампиры периода Романтизма

#### Габриэль де Лионкур
Основная статья, см. Габриэль де Лионкур

#### Клодия
Основная статья, см. Клодия

#### Лестат де Лионкур
Основная статья, см. Лестат де Лионкур

#### Луи де Пон дю Лак
Основная статья, см. Луи де Пон дю Лак

#### Мадлен

Мадлен в исполнении актрисы Домицианы Джордано в фильме «Интервью с вампиром: Хроника жизни вампира» 1994 г.

Мадлен (англ. Madeleine) — парижская дама, владелица кукольной лавки. Мадлен основала её после смерти своей дочери, фотографию которой она всегда носит на груди. Клодия уговорила Луи сделать Мадлен вампиром. После её вместе с Клодией захватывают приспешники Армана и запирают в яме, где их сжигает солнце.

#### Николя де Ленфен
Николя де Ленфен (англ. Nicolas de Lenfent) — друг Лестата, впоследствии вампир. В смертной жизни был сыном хозяина таверны. После того, как Лестат избавил окрестности своего замка от стаи волков, Николя вместе с другими благодарными жителями деревни принес Лестату подарки - сапоги и плащ из волчьих шкур. Молодые люди подружились и проводили много времени вместе. Николя часто играл для Лестата на скрипке. Вместе сбежали впоследствии в Париж. После неудачного обращения в вампира Николя и Лестат расстались. Через несколько лет Николя покончил с собой, войдя в ритуальный костер, который сам же  попросил зажечь актеров Театра Вампиров. Перед самоубийством он "привел свои дела в порядок", написав для Театра Вампиров несколько новых пьес.

#### Сантьяго

Сантьяго в исполнении актёра Стивена Ри в фильме «Интервью с вампиром: Хроника жизни вампира» 1994 г.

Сантьяго (англ. Santiago) — член труппы Театра вампиров, больше всех невзлюбивший Луи.
Манфред Блэквуд - дедушка Тарквиния Блеквуда, построил дом на острове Сладкого дьявола и Блэквуд-Мэнор.

### Вампиры XX—XXI веков

#### Бенджи
Бенджи (англ. Benji) - Создатель - Мариус. Возлюбленный Армана.

#### Джессика Мириам Ривз

Джесси в исполнении актрисы Маргерит Моро в кинофильме «Королева проклятых» 2002 г.

Джессика Мириам Ривз (англ. Jessica Miriam Reeves) или просто Джесси. Появляется в романе «Царица проклятых», упоминается в «Меррик».
Джесси является дальним потомком Маарет и членом Великой семьи. Она стала вампиром, когда ей было тридцать пять лет. Джесси имеет хрупкое телосложение и бледную кожу из-за постоянного просиживания в библиотеках, а также зелёные глаза и рыжие волосы.
Её мать Мириам погибла в автокатастрофе ещё подростком, будучи на седьмом месяце беременности. Джесси родилась чудом и была найдена на обочине дороги спустя несколько минут после аварии. Безымянная, она оставалась в больнице почти две недели, пока за ней не пришла Маарет и не дала ей имя. Джесси была последним выжившим членом семьи Ривз в Южной Каролине. Её приняли и вырастили Мария и Мэттью Годвин в Нью-Йорке, её двоюродные родственники. Именно Маарет предоставляла Джесси всё что ей нужно и добилась того, чтобы Джесси могла пойти в любой университет мира. Она даже устраивала встречи Джесси с другими членами Великой семьи, проживающими по всему земному шару.
Маарет, которую Джесси знала как свою тётю, постоянно находилась в переписи с Джесси. По мере взросления, Джесси узнала что может читать мысли других и видеть призраков и духов. Рассказав об этом Маарет, девушка узнала что эта способность встречается часто среди женщин Великой семьи. Этот дар обычно сопутствует зелёным глазам, бледной коже и рыжим волосам.
Джесси впервые встречается с Маарет во время своего третьего курса в Колумбийском университете. Через два года, она провела часть лета с Маарет и Маэлом, своим близким другом, в доме Маарет в горах Сономы, Калифорния. Тем летом, она обнаружила историю Великой семьи и провела много времени смотря на старые портреты и фотографии и читая записанную историю Семьи. Она поняла что Великая семья является очень древней, обнаружив записи на древнелатинском, древнегреческом и древнеегипетском языках.
После некоторых загадочных событий, от которых она позже могла вспомнить лишь отрывки, Маарет и Маэл покинули дом. Маарет оставила Джесси письмо, в котором просила прощения за внезапный отъезд и сказала что пришлёт за Джесси машину чтобы отвезти её в аэропорт, так как дальнейшее пребывание Джесси в компании Маарет и Маэла приведёт к нежелательным последствиям в жизни Джесси.
Позже, Джесси переехала в Лондон и нанялась работать в Британский музей. Во время этой работы, к ней подошёл Эрон Лайтнер. Он показал ей её досье, которое составила тайная организация под названием Таламаска. По-видимому, они знали о её способности видеть потустороннее и пригласили её в организацию. Джесси согласилась и начала считать Таламаску её новой Великой семьёй, бросившись изучать огромные склады знаний ордена. Маарет была не рада слышать об этом выборе Джесси, но после того как Джесси пообещала не раскрывать никому правду о Великой семье и доме Маарет, она смирилась с выбором «племянницы».
Вначале, Джесси работала в архивах, переводя тексты с латыни. Затем она работала в поле, и её посылали в дома с призраками по всей Европе и США. Позже, она повстречалась с Дэвидом Тальботом, главой ордена, который рассказал ей что вампиры существуют и послал её в Новый Орлеан. Её задачей было расследование и документация событий описанных в книге «Интервью с вампиром». Во время своего расследования, она нарушила строгие правила Таламаски по работе с делами о вампирах, что привело к появлению духа Клодии. После этого, Джесси несколько недель болела и была отстранена от задания.
Позже, она навестила Марию и Мэттью в Нью-Йорке, где она обнаружила книгу Лестата, «Вампир Лестат», и его дневник. Джесси решила пойти на его концерт в Сан-Франциско. По пути из Нью-Йорка в Калифорнию, она осталась передохнуть в доме Маарет, где она вспомнила немного больше о случившемся давним летом. Приблизительно в то же время, Джесси начал сниться повторяющийся сон о рыжеволосых близнецах. Тот же самый сон начал сниться многим вампирам по всему миру.
Во время концерта, Джесси удалось забраться на сцену, где она бросилась на Лестата. Тем самым, она подтвердила свои подозрения: Маарет и Маэл были вампирами, как и Лестат. После того как охрана стащила её со сцены, Джесси обнаружил неизвестный вампир узнавший из её мыслей что она является членом Таламаски. В ярости, он бросил её через комнату, свернув ей шею. Маэл, не успевший защитить Джесси, забрал её из больницы, где ей оставалось жить не более нескольких часов, и дал ей достаточно своей крови чтобы держать её на грани жизни. Джесси не хотела умереть и попросила Маэла сделать её вампиршей. Перед тем как он смог это сделать, в комнату вошла Маарет и сделала это вместо него.
Став вампиром, Джесси является гораздо сильнее других ставших вампирами приблизительно тогда же (как Дэниел Моллой), так как Маарет сделала её сильной предоставив ей много своей древней крови. Теперь Джесси не имеет настоящей нужды в крови.
В киноленте «Королева проклятых», Джесси играет актриса Маргерит Моро, она выглядит гораздо моложе своего возраста в книге. В фильме, Джесси также не имела никаких ментальных способностей. В киноленте вампиром Джесси делает Лестат, а не Маарет.

#### Дэвид Тальбот

Дэвид в исполнении актёра Пола Макганна в кинофильме «Королева проклятых» 2002 г.

Дэвид Тальбот (англ. David Talbot) — персонаж из серии романов Энн Райс: «Вампирские хроники» и «Мэйфейрские ведьмы». Появляется в произведениях «Царица проклятых», «История похитителя тел», «Вампир Арман», и «Меррик». Он является лидером тайного общества под названием Таламаска, которое на протяжении более двенадцати веков изучает и расследует всё сверхъестественное.
Дэвид — пожилой человек, хотя в экранизации «Королева проклятых» актёр Пол Макганн сыграл его как мужчину средних лет. Впервые, Дэвид встретил Лестата и Луи после событий, описанных в романе «Царица проклятых». Лестат дразнит Дэвида, предлагая ему свою кровь, однако, Дэвид уверенно отказывается. В книге «История похитителя тел» Тальбота и Лестата уже связывают тёплые дружеские отношения. После того как Лестат пытается покончить свою бессмертную жизнь самоубийством в пустыне Гоби, он обращается за помощью к Дэвиду. Лионкур снова навещает Тальбота когда Раглан Джеймс предлагает поменяться с ним телами, хотя Лестат и не слушает доводов Дэвида. Именно Дэвид помогает Лестату вернуть своё тело. Борясь с Рагланом, мужчины-таки меняются телами и семидесятичетырёхлетний Дэвид оказывается в молодом теле. Нового Дэвида можно описать как высокого мужчину со смешанным англо-индийским происхождением. Но Лестат не знал о смене тел и был обманут Рагланом, после чего убил старое тело Дэвида, а сам вернулся в родное тело. В конце книги Лестат силой делает молодого Дэвида вампиром.
Дэвид стал доверенным лицом Армана, и позже записал историю жизни вампира. По-видимому, Дэвид имеет предпочтение к молодым девушкам и мальчикам (в основном, мальчикам), как описано в книге «История похитителя тел». Дэвид также появляется в романе «Меррик», где он связывается со своей бывшей ученицей в Таламаске, Меррик, представительницей рода цветных Мэйфейров. Меррик вызывает дух Клодии для Луи. В концовке раскрывается, что Меррик использовала вуду, чтобы привести Дэвида и Луи к ней, так как она хотела стать вампиром с тех пор, как получила известия о превращении Дэвида. Этот план сработал, так как Луи дал ей свою кровь, а после чего предпринял попытку самоубийства, выставив свой открытый гроб на солнце. Это ему почти удалось, но он оказался слишком стар, чтобы солнце смогло его убить до конца. Дэвид, Меррик и Лестат нашли вампира и в попытке вернуть к жизни дали ему свою кровь. Их кровь сделала Луи гораздо сильнее, чем прежде, и дала ему новые способности, такие, как чтение мыслей. Затем четыре вампира основали логово в Новом Орлеане, но главы Таламаски, разъярённые тем, что двое членов организации стали вампирами, начали угрожать им, требуя возвращения Меррик. Лестат хотел ответить Таламаске «взаимностью», но Дэвид убедил его не спешить. Все четыре вампира покидают свой дом на Рю-Рояль.

#### Дэниэл Моллой

Дэниел в исполнении актёра Кристиана Слейтера в фильме «Интервью с вампиром: Хроника жизни вампира» 1994 г.

Дэниэл Моллой (англ. Daniel Molloy) — молодой репортёр, бравший интервью у Луи в романе «Интервью с вампиром». Впервые появляется в книге «Интервью с вампиром», но затем встречается в книгах «Царица проклятых» и «Кровь и золото». У него пепельно-светлые волосы, фиолетовые глаза и «лицо студента». После интервью (и отказа Луи сделать его вампиром), он стал помешан на обнаружении Лестата. Дэниэл не нашёл Лестата, но его нашёл Арман в доме Лестата в Новом Орлеане. Арман был очарован Дэниэлом и преследовал его по всему свету около трёх лет, прежде чем у них появились нормальные отношения. Дэниэл получает от Армана небольшую ампулу с кровью Армана чтобы носить её на шее для защиты от других вампиров, которые бы чувствовали сильную кровь Армана. На деньги Армана, добывавшего их с помощью своих телепатических способностей и — иногда — Дэниэла, они купили остров, который Арман назвал «Островом Ночи». Но Дэниэл всё же чувствовал себя подавленным — больше всего на свете он желал стать вампиром, а Арман долгое время отказывался сделать это для него.
Их отношения продолжаются ещё десять лет. Дэниэл продолжает желать бессмертия, но Арман постоянно отказывает ему в этом. Эта дихотомия добавляет дозу садомазохизма в их отношения. Арман нуждается в наставлениях Дэниэла о современном мире, тогда как Дэниэл нуждается в Армане чтобы выжить. Они оба застряли в игре где никто из них не является хозяином или рабом.
Дэниэл не появляется в книге «Вампир Лестат» но возвращается (и впервые назван) в книге «Королева проклятых». В конце концов, Арман понимает что Дэниэл умирает, отчасти от частого потребления спиртного. Арман нехотя возвращает Дэниэла домой и совершает «Обряд Тьмы», превращая Дэниэла в бессмертного вампира. Это происходит как раз перед рок-концертом Лестата в Сан-Франциско. Дэниэлу было 32 когда он был превращён.
Вскоре после событий книги «Королева проклятых», Дэниэл покидает Армана. Разрушив цикл хозяина/раба и получив то, чего он хотел, эта пара уже не может терпеть друг друга. Неизвестно что случилось с Дэниэлом после разлуки. Книга «Вампир Арман» раскрывает детали отношений Армана и Дэниэла. Арман говорит что сделал Дэниэла вампиром от одиночества и из-за того что Дэниэл умирал. Арман считает что любой вампир неизбежно станет ненавидеть создателя, так что он знал что, делая Дэниэла вампиром, обрекает их отношения на разрыв. В то время в котором происходит действие книги «Вампир Арман», Арман знает что Дэниэл жив, путешествует и достаточно силён чтобы выжить одному. В то же время, Арман не знает что Дэниэл постепенно сходит с ума.
Дэниэл опять появляется в книге «Кровь и золото» под опекой Мариуса. По-видимому, он потерял рассудок и помешан на создании игрушечных городов. К счастью, по словам Мариуса, его рассудок со временем вернётся.
 Воплощение персонажа на экране 
В экранизации «Интервью с вампиром: Хроника жизни вампира», Дэниэла Моллоя (в титрах указан как просто «Моллой») играет Кристиан Слейтер. На эту роль планировалось нанять Ривера Феникса, но он погиб до того как были сняты сцены с Моллоем (остальная часть фильма была уже отснята). Слейтер принял роль в последнюю минуту, отдав свой гонорар на пожертвования. В конце фильма, Моллоя кусает не Луи в доме на улице Дивисидеро, а Лестат в его машине на мосту «Золотые Ворота». Намекается, что Дэниэл понял что вампиризм — плохая идея, но укус Лестата оставляет ему выбор: смерть или «Тёмный дар». Это конец фильма, так что зрителям неизвестно решение Моллоя и его дальнейшая судьба, хотя можно предположить что Лестат оставляет его человеком, и Моллой выживает, оставаясь в единстве с книгами.
Моллой не появляется в экранизации «Королева проклятых», хотя часть книги описывает его отношения с Арманом. Арман, которого играл Мэттью Ньютон, появляется на рок-концерте и в доме в Сономе без Дэниэла.

#### Меррик
Меррик (англ. Merrick Mayfair) — вампирша из клана Мэйфейрских ведьм. Её создатель — Луи.

#### Мона Мэйфейр
Мона Мэйфейр (англ. Mona Mayfair) — персонаж серий романов «Вампирские хроники» и «Мэйфейрские ведьмы». Мона появляется в таких романах, как «Час ведьмовства», «Лэшер», «Талтос», «Чёрная камея» и «Кровавый гимн». Она четырнадцатая ведьма рода Мэйфейр, а также будущая глава Империи Мэйфейр.

#### Сибель
Сибель (англ. Sybelle) - Создатель - Мариус. Возлюбленная Армана.

#### Тарквин Блэквуд
Тарквин Блэквуд (англ. Tarquin Blackwood) - создание Петронии. Обращен против воли. Наследник поместья Блэквуд. Во времена человеческой жизни у него родился сын Джерром. После обращения продолжает жить в поместье в окружении своих близких. Влюблен в Мону Майфейр. Хорошо знаком с Лестатом.

## Люди

### Маркиз д’Оверн
Маркиз д’Оверн (англ. marquis d'Auvergne) — слепой отец Лестата, ненавидимый им. Во время восстания рабов Луи убивает его по просьбе Лестата.

### Раглан Джеймс
Раглан Джеймс появляется в "Истории похитителя тел". Он бывший член Таламаски, которого выгнали оттуда за использование своей силы для собственной выгоды. Джеймс находит способ меняться телами с людьми, а после предлагает обмен Вампиру Лестату, который в свою очередь соглашается. Но Раглан обманывает вампира и с новым сильным телом отправляется в путешествие на корабле "Королева Елизавета II". Лестат даже в теле человека находит его с помощью Дэвида Тальбота и возвращает себе своё тело, когда Джеймс перемещается в тело Дэвида, но позже вампир убивает его.

### Роджер
Темнокожий наркоторговец, который высоко ценит искусство. Его убивает Вампир Лестат в "Мемнох-дьявол", там Роджер и появляется.

### Эрон Лайтнер
Эрон Лайтнер (англ. Aaron Lightner)

## Другие

### Амель
Амель (англ. Amel). Появляется в романах «Царица проклятых», «Мемнох-дьявол» и «Меррик». Дух, никогда не обладавший плотью, преследовавший и в какой-то мере оберегавший близнецов Маарет и Мекаре. Обладал злобным характером, временами зловреден. Мечтал вкусить плотских радостей и ощущений. «Тёмный дар» есть частица этого духа, который передаётся с новыми обращениями в вампира. Именно этот дух и поддерживает вечную жизнь и молодость, а также физическую силу и прочие дары. Вселился в Акашу, впервые обретя тогда плоть. Акаша же разделила его с Энкилом, но в какой-то момент оба поняли, что слишком слабы, чтобы вмещать духа только вдвоём и создали выводок вампиров из своих слуг, в первую очередь Хаймана, который наделил «тёмным даром» одну из близнецов. С приобретением плоти Амель как бы рассеился в вампирах и утратил какую-то свою личность. Ведь до того, как вселиться в Акашу дух всё же обладал какими-то личностными чертами.

### Мемнох
Мемнох (англ. Memnoch). Появляется в романах «Мемнох-дьявол», «Вампир Арман» и «Меррик». Дьявол, не любит имена, придуманные людьми. Обучил людей наукам. И-за конфликта с Богом, стал правителем Шеола и превратил его в ад. Не любит свою работу и постоянно просит Бога назначить  кого-нибудь вместо него.